# Hexatoma (Eriocera) pachyrrhinoides
Hexatoma (Eriocera) pachyrrhinoides is een tweevleugelige uit de familie steltmuggen (Limoniidae). De soort komt voor in het Oriëntaals gebied.